# Constanza de Aragón (1238-1275)
Constanza de Aragón (1238-1275). Infanta de Aragón, fue hija de Jaime I de Aragón el Conquistador y de su esposa, la reina Violante de Hungría.

## Biografía

Señal Real de Aragón, emblema de la Casa de Aragón.

Hija del rey de Aragón Jaime I el Conquistador y de su esposa, la reina Violante de Hungría, contrajo matrimonio en 1256 con el infante Manuel de Castilla, hijo de Fernando III de Castilla el Santo. El infante Manuel era señor, entre otras, de las villas de Escalona, Peñafiel y Villena, señoríos que heredará su hijo Don Juan Manuel, nacido del matrimonio del infante Manuel con Beatriz de Saboya, hija de Amadeo IV de Saboya, con la que el infante contraerá matrimonio una vez viudo de la infanta Constanza. 

## Sepultura

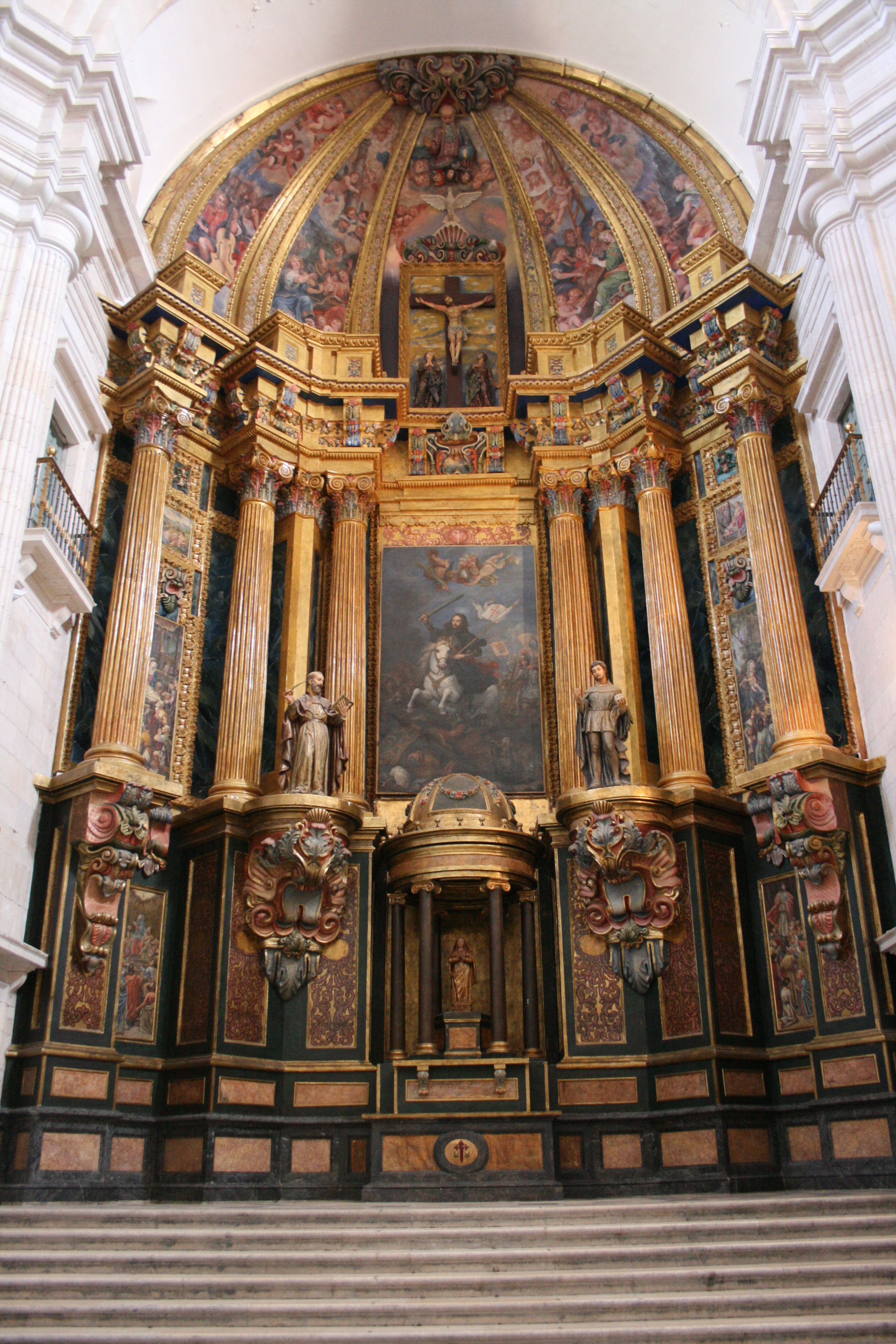
Altar Mayor de la Iglesia del Monasterio de Uclés, donde estuvieron sepultados la infanta Constanza, su esposo el infante Manuel de Castilla, y el hijo de ambos, Alfonso Manuel.

En 1261 el infante Manuel y su primera esposa, la infanta Constanza de Aragón, ingresaron como  familiares en la Orden de Santiago y decidieron sepultarse en su Casa Madre, el monasterio de Uclés, situado en la provincia de Cuenca. 
El propósito del infante Manuel era fundar una capilla y dotarla con cuatro capellanes en el monasterio de Uclés, y recibir allí sepultura junto a su esposa. Sin embargo, está documentado que la capilla no llegó a construirse nunca y, a la muerte de los dos infantes, sus cadáveres recibieron sepultura, junto con el de su hijo Alfonso Manuel, fallecido en 1276, en el Altar mayor de la iglesia del monasterio de Uclés, en el lado del Evangelio, en una sepultura rasa colocada en el hueco de la pared del presbiterio.  
Posteriormente, es posible que los sepulcros de los infantes fueran retirados del Altar Mayor y, según algunas fuentes, hoy día se encontrasen en la cripta situada debajo del templo, permaneciendo allí sin identificar, al igual que los restos de varios personajes notables que se encontraban sepultados en la cripta. No obstante lo anterior, es posible que los sepulcros fueran destruidos durante la Guerra de la Independencia, cuando el Monasterio de Uclés fue desvalijado por las tropas francesas.

## Matrimonio y descendencia
Fruto del matrimonio de la infanta Constanza de Aragón con el infante Manuel de Castilla nacieron tres hijos:
- Constanza Alfonso Manuel. Murió en la infancia.
- Alfonso Manuel (1260-1275); futuro heredero de las posesiones de su padre, falleció cuando acompañaba a su tío el rey  Alfonso el Sabio a su viaje a Europa para el fecho del imperio. Fue sepultado junto a sus padres en el Monasterio de Uclés.
- Violante Manuel (1265-1314); señora de Elche y Medellín, contrajo matrimonio en 1287 con el infante Alfonso de Portugal, hijo de Alfonso III de Portugal y de Beatriz de Castilla, hija de Alfonso el Sabio. Fue sepultada en el monasterio de Santo Domingo en Lisboa junto a su esposo.